# Caderno
Caderno war ein portugiesisches Stückmaß im Papierhandel.
- 1 Caderno = 1 Lage = 5 Bogen Papier
- 5 Cadernos = 1 Buch/Mano = 25 Bogen
- 1 Ballen = 550 Buch plus 10 Bogen = 2752 Cadernos = 13.760 Bogen